# En natt
En natt är en svensk dramafilm från 1931 i regi av Gustaf Molander. 

## Handling
Familjen Beckius bor i närheten av gränsen mot Ryssland. Den yngste sonen, Armas, lever ett vilt liv som till slut leder till en brytning med familjen och han tar då tjänst i den ryska revolutionen. När han återkommer till hemlandet några år senare är familjen på fiendens sida.

## Om filmen
Filmen premiärvisades den 14 september 1931 på biograf Röda Kvarn vid Biblioteksgatan i Stockholm. Den spelades in i Filmstaden, Råsunda med exteriörer filmade vid Bromma prästgård av Åke Dahlqvist. En natt visades på TV1 1973.
Filmen samproducerades med det franska filmbolaget Films Jacques Haïk. Den franska versionen hade franska skådespelare i de ledande rollerna och regisserades av Henri Fescourt.

## Rollista i urval
- Gerda Lundequist – överstinnan Beckius
- Uno Henning – Vilhelm, hennes son, löjtnant
- Björn Berglund – Armas, hennes andre son
- Ingert Bjuggren – Marja
- Karin Swanström – Minka
- Sture Lagerwall – Nikku
- Carl Ström – kapten
- Mathey Schischkin – rysk soldat på marknadsplatsen
- Tom Walter – rysk soldat på marknadsplatsen
- Gösta Kjellertz – sjungande fanbärare
- Nils Lundell – röd soldat i godsvagnen
- Emil Fjellström – löjtnant vid förhöret av Armas
- Carl Winsberg – Lindberg, Beckius betjänt
- Harald Wehlnor – revolutionär på marsch
- Bertil Ehrenmark – revolutionär på marsch
- Tor Borong – rysk soldat som skjuter efter Armas

## Musik i filmen
- Hjärtat gråter, kompositör Peter Lebedjeff, text Sverker Ahde.
- L' Internationale (Internationalen (sång)), kompositör Pierre Degeyter, fransk text Eugène Pottier, svensk text Henrik Menander, sång Gösta Kjellertz samt en kör.
- Romeo och Julia, kompositör Pjotr Tjajkovskij, instrumental.
- Sobre las olas (Über den Wellen), kompositör Juventino Rosas, instrumental.
- Atenarnes sång, op.31, a-moll (Ateenalaisten laulu), kompositör Jean Sibelius, svensk text Viktor Rydberg, finsk text Martti Parantainen, sjungs av kör.
- Glory Hallelujah (Bröder, viljen I gå med oss), instrumental.
- Römisches Wagenrennen, kompositör Giuseppe Becce, instrumental.